# 五里沟街道
五里沟街道，是中华人民共和国山東省济南市槐荫区下辖的一个乡镇级行政单位。

## 行政区划
五里沟街道下辖以下地区：
平安里社区、和平里社区、顺祥街社区、公祥街社区和发祥巷社区。